# Лашев (Великопольське воєводство)
Лашев (пол. Łaszew) — село в Польщі, у гміні Плешев Плешевського повіту Великопольського воєводства.
У 1975-1998 роках село належало до Каліського воєводства.